# Frans du Buy
Frans du Buy (eigentlich Frans Hendrik Evert Wendel du Buy; * 31. Mai 1931 in Boskoop) ist ein niederländischer Jurist und Völkerrechtler, der für seine Arbeit mit der Vertriebenenthematik bekannt ist.

## Leben
Er promovierte 1957 zum Dr. jur. und arbeitete bis zum Oktober 1988 als Dozent an der juristischen Fakultät der Reichsuniversität Utrecht.
Kritiker werfen du Buy Geschichtsrevisionismus vor. Wegen seiner Publikationen für den Witikobund und den Bund für Gesamtdeutschland sowie seiner Referate unter anderem beim Deutschen Kulturwerk Europäischen Geistes und dem Deutschen Seminar sehen sie eine Nähe zu rechtsextremen Positionen. Mehrere seine Bücher wurden durch den als gesichert rechtsextrem eingestuften Verein Staats- und Wirtschaftspolitische Gesellschaft veröffentlicht.
Seine Frau ist eine gebürtige Königsbergerin.

## Auszeichnungen
- Goldenes Ehrenzeichen der Landsmannschaft Ostpreußen (1982)
- Sudetendeutscher Kulturpreis für Wissenschaft (1986)
- Hans-Loeffke-Gedächtnispreis (1991)
- Kulturpreis der Landsmannschaft Ostpreußen (2000)

## Veröffentlichungen
- Das Recht auf die Heimat im historisch-politischen Prozess. VZD-Verlag für Zeitgenössische Dokumentation Euskirchen, 1974
- Die Aussichten auf eine Wiedervereinigung Deutschlands. Selbstverlag der J. G. Herder-Bibliothek Siegerland Siegen, 1980
- Ostpreußen, Aufgabe und Verpflichtung: die Heimatvertriebenen sind das deutsche Gewissen. Staats- und Wirtschaftspolitische Gesellschaft Hamburg, 1980. ISBN 3-88527-033-1
- Zum Grenzvertrage vom 14. November 1990 – einige Betrachtungen über Deutschlands politische Lage. Selbstverlag Enschede, 1992
- Bismarck und die Reichsgründung: eine Skizze ihrer Vorgeschichte. Staats- und Wirtschaftspolitische Gesellschaft Hamburg, 1993. ISBN 3-88527-080-3
- Wider die Anerkennung der Oder-Neiße-Linie. Witikobund München